# V631 Возничего
V631 Возничего (лат. V631 Aurigae) — двойная затменная переменная звезда типа W Большой Медведицы (EW) в созвездии Возничего на расстоянии (вычисленном из значения параллакса) приблизительно 10930 световых лет (около 3351 парсека) от Солнца. Видимая звёздная величина звезды — от +16,61m до +15,97m. Орбитальный период — около 0,3459 суток (8,3016 часов).

## Характеристики
Первый компонент — оранжевая звезда спектрального класса K. Эффективная температура — около 4879 K.
Второй компонент — оранжевая звезда спектрального класса K.